# Ferruccio Furlanetto
Ferruccio Furlanetto (né le 16 mai 1949 à Sacile, dans la province de Pordenone, Frioul-Vénétie Julienne, Italie) est une basse italienne. Il a un répertoire très vaste, s'étendant du bel canto italien, avec Rossini et Donizetti, à l'opéra russe de Moussorgski. Ses rôles les plus importants sont Figaro (le Nozze di Figaro) et Leporello (Don Giovanni), ainsi que Mustafà (L'Italiana in Algeri) et Don Pasquale, dans l'opéra éponyme.

## Biographie
Alors qu'il avait commencé des études en sciences de la nature et philologie, il décida à 22 ans de poursuivre des études musicales. Il fit ses débuts sur scène en 1974. Certains disent[réf. nécessaire] que c'était dans le rôle de Colline dans La Bohème (de Puccini) alors que d'autres disent[réf. nécessaire] que c'était en Sparafucile dans Rigoletto (de Verdi).
Il remporta, en 1977, un concours de chant à Trévise, dans le rôle-titre de Don Giovanni.
Parmi les salles importantes dans lesquelles il s'est produit, notons la Scala de Milan, Glyndebourne, le Metropolitan Opera de New York, le Lyric Opera de Chicago, l'opéra d'État de Vienne, ainsi que, entre autres, Paris et Rome.